# آنشانبر
انشنبرگ (به فرانسوی: Enchenberg) یک کمون در فرانسه است که در Canton of Rohrbach-lès-Bitche واقع شده‌است.

## خصوصیات
انشنبرگ ۹٫۷۳ کیلومترمربع مساحت و ۱٬۲۰۷ نفر جمعیت دارد و ۳۸۰ متر بالاتر از سطح دریا واقع شده‌است.